# Valparaíso (vùng)
vùng Valparaíso (tiếng Tây Ban Nha: Región de Valparaíso, phát âm [balpaɾaˈiso]) là một trong 16 đơn vị hành chính cấp một của Chile. Vùng này có dân số cao thứ hai của đất nước là 1.790.219 tính đến năm 2017 và diện tích nhỏ thứ tư là 16.396,1 km2, ở phía đông nam là Vùng đô thị Santiago. Khu vực này cũng bao gồm đảo Phục Sinh (Rapa Nui) xa xôi ở Thái Bình Dương.
Thủ phủ của nó là thành phố cảng Valparaíso; các thành phố quan trọng khác bao gồm Viña del Mar, Quillota, San Felipe, Quilpué, Villa Alemana, 
và San Antonio.

## Địa lý
Vùng này có cùng vĩ độ với Vùng đô thị Santiago. Thủ phủ của vùng là Valparaíso, là nơi đặt trụ sở của Quốc hội Chile và là một cảng thương mại quan trọng. Trong vùng còn có thành phố nghỉ mát hàng đầu Chile là Viña del Mar. Ngoài ra, các đảo Thái Bình Dương là đảo Phục Sinh, Isla Salas y Gómez, quần đảo Juan Fernández và quần đảo Desventuradas thuộc quyền quản lý của vùng Valparaíso.
Vùng Valparaíso nằm trong phạm vi phân bố rất hạn chế của cây cọ vang Chile (Jubaea chilensis) đang bị đe dọa tuyệt chủng; vào thời tiền sử, loài cây Chile đặc hữu này có phạm vi rộng lớn hơn đáng kể.

## Nhân khẩu
Vùng Valparaíso có dân số khoảng 1,71 triệu người. Mật độ dân số đạt 94,1 người/km2. 91,6% dân số sống ở thành thị và chỉ có 8,4% dân số sống ở nông thôn.
Các đô thị đông dân nhất trong vùng là Valparaíso với 308.000 cư dân và Viña del Mar với 287.000 cư dân, cùng với Villa Alemana, Quilpué và Concón tạo thành Đại Valparaíso với 1,75 triệu người. Ngoài ra còn có Quillota, với khoảng 201.000 cư dân và San Antonio với hơn 200.000 cư dân với ước tính khoảng 250.000 là thành phố lớn thứ hai của khu vực.

### Nhập cư và văn hóa
Valparaíso phát triển với vai trò một điểm nghỉ chân xuyên đại dương của các tàu đánh cá, tàu du hành hàng hải và tàu hải quân quốc tế. Do đó, một lượng lớn cư dân có nguồn gốc quốc gia, dân tộc và văn hóa khác nhau. Dân số thực dân thế kỷ 16 được hình thành từ những người định cư nam giới đến từ các vùng Andalusia, Asturia và León của Tây Ban Nha,  và đội quân Basque đã phát triển thành một cộng đồng gốc Basque đáng kể. Nhiều người đến từ các quốc gia khác tại châu Mỹ Latin từ Mexico đến Uruguay, đặc biệt đến vào thời thực dân thế kỷ 17. Đến cuối thế kỷ 18- đầu thế kỷ 19 có một làn sóng nhỏ người định cư Galicia đến từ vùng Galicia của Tây Ban Nha.
Có suy nghĩ rằng đa số cư dân Valparaíso có một phần nguồn gốc ngoài người Tây Ban Nha,  như Anh và Ireland, Úc, New Zealand, Bắc Mỹ, Croat và Bosnia, Hà Lan và Bỉ, Pháp, Đức, Hà Lan, Ý, Bồ Đào Nha và Scandinavia.  Ngoài ra, có ít nhiều các nhóm Do Thái đã đồng hóa, cũng như tín đồ Cơ Đốc giáo đến từ Đế quốc Ottoman, chủ yếu là Syria-Liban và một lượng lớn người Palestine tại thị trấn La Calera.
Về mặt chủng tộc, đa số cư dân Valparaíso là castizos, nghĩa là nguồn gốc theo dòng phụ hệ của họ chủ yếu đến từ những người da trắng thuộc các dân tộc châu Âu khác nhau, làm nghề đánh cá voi, thực dân và thương nhân. Nguồn gốc theo dòng mẫu hệ của họ thường bắt nguồn từ sự kết hợp giữa nam giới thực dân Tây Ban Nha và nữ giới da đỏ địa phương, bao gồm người Mapuche, Inca, Aymara và hậu duệ người da đỏ Bắc Mỹ (người Cherokee được cho là được chuyển đến vào cuối thế kỷ 19). Một lượng nhỏ người gốc Đông Á, gồm người Hoa, người Nhật và người Hàn, một lượng rất nhỏ người gốc Phi, cũng như một bộ phận người Polynesia có tổ tiên bị bắt cóc từ đảo Phục Sinh và quần đảo Marquesas, bổ sung thêm nguồn di truyền vào nhóm Hispanic tan chảy của khu vực.

## Kinh tế
Vùng Valparaíso có các vùng đất nông nghiệp, nhà sản xuất rượu vang và hoạt động công nghiệp như khai thác đồng và xi măng. Nhà máy lọc dầu lớn nhất Chile nằm ở Concón (trên cửa sông Aconcagua và cách Valparaíso khoảng 20 km về phía bắc) và có hai nhà máy tinh chế quặng đồng quan trọng: nhà máy Ventanas thuộc sở hữu nhà nước (trên bờ biển và phía bắc Concón), và nhà máy tư nhân ở Chagres , sâu trong nội địa khoảng 89 km.
Vùng này cũng là một trung tâm lưu trữ hóa chất và khí đốt gần cảng Quintero. Trong các thung lũng nội địa, có một ngành công nghiệp xuất khẩu đang bùng nổ, chủ yếu xoay quanh bơ (palta), mãng cầu và hoa. Sự phát triển nổi bật nhất gần đây là canh tác trên sườn đồi bằng cách sử dụng hệ thống tưới nhỏ giọt công nghệ cao. Điều này đã cho phép đất khô cằn và kém hiệu quả đạt được năng suất cao.

## Tỉnh và xã
| Vùng           | Tỉnh           | Xã      | Diện tích (km2)                                           | Dân số 2002                                               | Website |
| -------------- | -------------- | ------- | --------------------------------------------------------- | --------------------------------------------------------- | ------- |
| Valparaíso     |                |         |                                                           |                                                           |         |
|                | Isla de Pascua |         |                                                           |                                                           |         |
|                | Isla de Pascua | 164     | 3.791                                                     | link Lưu trữ ngày 17 tháng 7 năm 2015 tại Wayback Machine |         |
| Los Andes      |                |         |                                                           |                                                           |         |
|                | San Esteban    | 1.362   | 14.400                                                    | link                                                      |         |
| Rinconada      | 123            | 6.692   | link                                                      |                                                           |         |
| Los Andes      | 1.248          | 60.198  | link                                                      |                                                           |         |
| Calle Larga    | 322            | 10.393  | link                                                      |                                                           |         |
| Marga Marga    |                |         |                                                           |                                                           |         |
|                | Villa Alemana  | 97      | 95.623                                                    | link                                                      |         |
| Quilpué        | 537            | 128.578 | link                                                      |                                                           |         |
| Limache        | 294            | 39.219  | link                                                      |                                                           |         |
| Petorca        |                |         |                                                           |                                                           |         |
|                | Zapallar       | 288     | 5.659                                                     | link                                                      |         |
| Petorca        | 1.517          | 9.440   | link                                                      |                                                           |         |
| Papudo         | 166            | 4.608   | link Lưu trữ ngày 25 tháng 7 năm 2015 tại Wayback Machine |                                                           |         |
| La Ligua       | 1.163          | 31.987  | link                                                      |                                                           |         |
| Cabildo        | 1.455          | 18.916  | link                                                      |                                                           |         |
| Quillota       |                |         |                                                           |                                                           |         |
|                | Quillota       | 302     | 75.916                                                    | link                                                      |         |
| Olmué          | 232            | 14.105  | link                                                      |                                                           |         |
| Nogales        | 405            | 21.633  | link                                                      |                                                           |         |
| La Cruz        | 78             | 12.851  | link                                                      |                                                           |         |
| La Calera      | 61             | 49.503  | link                                                      |                                                           |         |
| Hijuelas       | 267            | 16.014  | link                                                      |                                                           |         |
| San Antonio    |                |         |                                                           |                                                           |         |
|                | Santo Domingo  | 536     | 7.418                                                     | link                                                      |         |
| San Antonio    | 405            | 87.205  | link                                                      |                                                           |         |
| El Tabo        | 99             | 7.028   | link                                                      |                                                           |         |
| El Quisco      | 51             | 9.467   | link Lưu trữ ngày 16 tháng 1 năm 2009 tại Wayback Machine |                                                           |         |
| Cartagena      | 346            | 16.875  | link                                                      |                                                           |         |
| Algarrobo      | 176            | 8.601   | link                                                      |                                                           |         |
| San Felipe     |                |         |                                                           |                                                           |         |
|                | Santa María    | 166     | 12.813                                                    | link                                                      |         |
| San Felipe     | 186            | 64.126  | link                                                      |                                                           |         |
| Putaendo       | 1.474          | 14.649  | link                                                      |                                                           |         |
| Panquehue      | 122            | 6.567   | link                                                      |                                                           |         |
| Llaillay       | 349            | 21.644  | link                                                      |                                                           |         |
| Catemu         | 362            | 12.112  | link                                                      |                                                           |         |
| Valparaíso     |                |         |                                                           |                                                           |         |
|                | Viña del Mar   | 122     | 286.931                                                   | link                                                      |         |
| Valparaíso     | 402            | 275.982 | link                                                      |                                                           |         |
| Quintero       | 148            | 21.174  | link                                                      |                                                           |         |
| Puchuncaví     | 300            | 12.954  | link                                                      |                                                           |         |
| Concón         | 76             | 32.273  | link                                                      |                                                           |         |
| Casablanca     | 953            | 21.874  | link                                                      |                                                           |         |
| Juan Fernández | 148            | 633     | link Lưu trữ ngày 6 tháng 4 năm 2015 tại Wayback Machine  |                                                           |         |

### Trích dẫn
1. 1 2 3  "Valparaíso Region". Government of Chile Foreign Investment Committee. Bản gốc lưu trữ ngày 3 tháng 11 năm 2020. Truy cập ngày 13 tháng 3 năm 2010.
2. ↑  "Sub-national HDI – Area Database – Global Data Lab". hdi.globaldatalab.org (bằng tiếng Anh). Truy cập ngày 26 tháng 10 năm 2021.
3. ↑  "Valparaíso (1820-1920) - Memoria Chilena".
4. 1 2  "National Statistics Institute" (bằng tiếng Tây Ban Nha). Truy cập ngày 30 tháng 12 năm 2010.
5. 1 2  "Territorial division of Chile" (PDF). Truy cập ngày 30 tháng 12 năm 2010.
6. ↑  "Asociacion Chilena de Municipalidades" (bằng tiếng Tây Ban Nha). Bản gốc lưu trữ ngày 19 tháng 4 năm 2011. Truy cập ngày 7 tháng 2 năm 2011.